# Sakire
Sakire (oset. Czyrykau)  – wieś w Osetii Południowej, w regionie Dżawa. W 2015 roku liczyła 89 mieszkańców.